# Сорочкин, Владимир Евгеньевич
Владимир Евгеньевич Сорочкин род. (21 января 1961, Брянск — 14 ноября 2021, там же) — советский и российский поэт, писатель, глава областного отделения Союза писателей России (2007—2021). Являлся членом жюри конкурсов и конкурсов-фестивалей «Берега дружбы» (Ростовская область), «Хрустальный родник» (Орёл), имени К. М. Симонова (Могилёв, Республика Беларусь). Заслуженный работник культуры Брянской области (2015).

## Биография
Владимир Сорочкин родился 21 января 1961 года в Брянске.
Стихи начал писать рано, ещё в школьные годы. Первое стихотворение было опубликовано на страницах областной газеты «Брянский комсомолец» в 1977 году, первая большая публикация в центральной прессе состоялась в журнале «Москва» в 1988 году. В коллективном сборнике «Напев» (Приокское книжное издательство), вышедшем в 1991 году, были наиболее полно представлены стихи его раннего периода творчества.
После участия во Всероссийском совещании молодых писателей русской провинции, прошедшего в городе Новомосковск Тульской области в 1991 году, стихи В. Е. Сорочкина неоднократно публиковались во многих центральных журнала — «Наш современник», «Русская провинция», «Москва», «Молодая гвардия», «Смена» и многих других. В это же время много переводилось украинских и белорусских поэтов — частых гостей поэтических праздников, проходящих на Брянской земле. Переводы публиковались в литературном журнале «Десна», выходящем в Брянске, позднее — в журнале «Дружба народов», «Волшебная гора» (Москва), «День и ночь» (Красноярск), «Всемирная литература» (Минск). Переводы белорусских, украинских, азербайджанских, тувинских поэтов выходили и в ряде коллективных сборников.
Первая книга стихов «Луна» вышла в 1995 году в брянском издательстве «Десна».
В этом же году В. Е. Сорочкин рекомендован, а в 1996 году принят в Союз писателей России.
С 1995 по 1997 год В. Е. Сорочкин — слушатель Высших литературных курсов Литературного института им. А. М. Горького (семинар Ю. П. Кузнецова).
В 90-х годах В. Е. Сорочкин продолжает активно публиковаться в центральных журналах. Подборки его стихотворений выходят на страницах журналов «Литературная учёба», «Поэзия», «Московский вестник», в альманахе «Кольцо „А“», в коллективных сборниках.
В 1997 году выходит и вторая книга — «Тихое „Да“».
В 2001 году В. Е. Сорочкин становится Лауреатом Всероссийской литературной премии им. Ф. И. Тютчева «Русский путь».
В 2001 году В. Е. Сорочкин возглавил редакционно-издательский отдел Администрации Брянской области. За время работы им отредактировано и выпущено более 30 книг брянских писателей, наиболее значимыми из которых стали: книга-альбом «Брянщина, век XX», антология «Брянские писатели», вышедшая к 40-летию Брянской писательской организации, серия из семи поэтических сборников «Дебют», представившая читателям талантливых молодых поэтов Брянщины. В течение нескольких лет В. Е. Сорочкин редактировал журнал «Пересвет», на страницах которого увидели свет наиболее интересные произведения брянских писателей, краеведов и публицистов.
На стихи В. Е. Сорочкина написано около десяти песен.
В 2005 году увидела свет третья книга поэта — «Завтра и вчера».
С февраля 2007 года В. Е. Сорочкин возглавлял Брянскую областную общественную писательскую организацию Союза писателей России.
Делегат XIII, XIV, XV съездов Союза писателей России (2008, 2013, 2018 гг.) и первых двух съездов Союза писателей Союзного государства (Минск, 2009; Москва, 2016). Являлся членом экспертного совета интернет-портала Стихи.ру.
В 2015 году Владимир Сорочкин стал лауреатом литературной премии Российского союза писателей «Народный поэт». В 2016 году оргкомитет премии, в соответствии с программой книгоиздания для лауреатов, выпустил четвёртую книгу В. Сорочкина «Потаённое небо».
В 2020 году вышел пятый сборник стихотворений автора — «Божье колесо».
Ушел из жизни 14 ноября 2021 года после перенесённого инсульта. Похоронен на центральной аллее Центрального кладбища г. Брянска.

## Награды и премии
- Лауреат III премии Российского союза писателей «Народный поэт» в номинации «Выбор читателей» (2015)
- В 2015 году стал лауреатом сайта «Российский писатель» в номинации «Художественный перевод».
- Лауреат Всероссийской литературной премии им. Н. С. Гумилева (2018)
- Лауреат премии им. А. К. Толстого «Серебряная Лира» (2014)
- Лауреат литературной премии «На земле Бояна» (2009)
- Лауреат литературной премии Кирилла Туровского (Белоруссия, 2010)
- Лауреат литературной премии Н. А. Мельникова (2010)
- Лауреат литературной премии В. И. Нарбута «Пять хлебов» (2013, Украина)
- Лауреат литературной премии Н. В. Гоголя «Мирный гений» (2015, Украина)
- Лауреат литературной премии Н. И. Рыленкова (2016)
- Победитель и призёр многих литературных конкурсов, в том числе: имени Сергея Есенина (1997)
- Победитель V и VIII Московских международных поэтических конкурсов «Золотое перо» (2008, 2011),
- Победитель V Международного конкурса имени И. Н. Григорьева «На всех одна земная ось» (СПб, 2018)
- Победитель Международного поэтического фестиваля-конкурса имени С. А. Есенина «Страна берёзового ситца» (Рязань, 2018) и других.
- Заслуженный работник культуры Брянской области (2015).
- Медаль «За особый вклад в книжное дело» (2015)
- Медаль «В память 200-летия Ф. И. Тютчева»
- Медаль «За вклад в развитие города Брянска»
- За большой вклад в развитие культуры, сохранение исторического и культурного наследия Брянской области, был отмечен сайтом «Российский писатель»
- Награжден почетными грамотами Администрации Брянской области, Брянской областной Думы, Министра культуры Российской Федерации, Союза писателей России, Управления культуры Гомельского областного исполнительного комитета Республики Беларусь, Управления культуры и туризма Сумской областной государственной администрации Украины.
- Был отмечен сайтом «Российский писатель» в номинации за лучший художественный перевод (2021)